# Earl Scruggs
Earl Eugene Scruggs, född 6 januari 1924 i Flint Hill, Cleveland County, North Carolina, död 28 mars 2012 i Nashville, Tennessee, var en amerikansk countrymusiker och banjospelare.
Scruggs skapade en ny spelstil för banjo som numera kallas Scruggs style. Denna spelstil blev en av de delar som har kommit att känneteckna bluegrassmusik. Han blev i slutet av 1945 medlem i Bill Monroes Blue Grass Boys  och hans synkoperade, trefingerspel på banjon blev snabbt en sensation. 1948 slutade han i Monroes band och bildade Flatt and Scruggs med gitarristen Lester Flatt som också nyligen lämnat Blue Grass Boys. Flatt and Scruggs splittrades 1968 och Scruggs bildade då ett nytt band, The Earl Scruggs Revue, som bestod av flera av hans söner. 
Flatt and Scruggs belönades  1969 med en Grammy för Scruggs instrumentala låt "Foggy Mountain Breakdown". Earl Scruggs erhöll  2001 en andra Grammy för inspelningen från 2001 av samma låt, från albumet Earl Scruggs and Friends. På detta album medverkade musiker som Vince Gill, Albert Lee, Paul Shaffer, Elton John, Sting, Johnny Cash, Rosanne Cash, Don Henley, Melissa Etheridge, John Fogerty, Steve Martin, Leon Russell, Dennis Wilson, Dwight Yoakam och Travis Tritt.
1985 blev Flatt and Scruggs invalda i Country Music Hall of Fame.
Earl Scruggs fick 2003 en stjärna på Hollywood Walk of Fame.

## Diskografi (urval)
Album
- Where Lillies Bloom
- Nashville Rock
- Foggy Mountain Jamboree (Sony, 1957)
- Strictly Instrumental (med Lester Flatt och Doc Watson) (1967)
- 5 String Banjo Instruction Album (1967)
- The Story of Bonnie and Clyde (med Lester Flatt & the Foggy Mountain Boys) (1968)
- Changin' Times (1969)
- Nashville Airplane (1970)
- I Saw the Light with Some Help from My Friends (Sony, 1972)
- Earl Scruggs: His Family and Friends (1972)
- Live at Kansas State (1972)
- Rockin' 'Cross the Country (1973)
- Dueling Banjos (CBS, 1973)
- The Earl Scruggs Revue (1973)
- Anniversary Special (1975)
- The Earl Scruggs Revue 2 (1976)
- Family Portrait (1976)
- Live from Austin City Limits (1977)
- Strike Anywhere (1977)
- Bold & New (1978)
- Today & Forever (1979)
- The Story Teller & the Banjo Man (med Tom T. Hall) (CBS, 1982)
- Flatt & Scruggs (1982)
- Top of the World (1983)
- Superjammin' (1984)
- Artist's Choice: The Best Tracks (1970-1980) (Edsel - (UK), 1998)
- Earl Scruggs and Friends (MCA Nashville, 2001)
- Classic Bluegrass Live: 1959-1966 (Vanguard, 2002)
- Three Pickers (med Doc Watson och Ricky Skaggs) (Rounder Records, 2003)
- The Essential Earl Scruggs (Legacy Recordings, 2004)
- Live with Donnie Allen and Friends (2005)
- Lifetimes: Lewis, Scruggs, and Long (2007)

Singlar (med placering på Billboard Hot Country Songs)
- "Nashville Skyline Rag" (#74) (1970)
- "I Sure Could Use the Feeling" (#30) (1979)
- "Play Me No Sad Songs" (#82) (1979)
- "Blue Moon of Kentucky" (#46) (1980)
- "There Ain't No Country Music on This Jukebox" (med Tom T. Hall) (#77) (1982)
- "Song of the South" (med Tom T. Hall) (#72) (1982)